# Empoasca abaroensis
Empoasca abaroensis är en insektsart som beskrevs av Heller och Rauno E. Linnavuori 1968. Empoasca abaroensis ingår i släktet Empoasca och familjen dvärgstritar. Inga underarter finns listade i Catalogue of Life.